# Too Old to Rock ’n’ Roll: Too Young to Die!
Too Old to Rock ’n’ Roll: Too Young to Die! − dziewiąty album w dorobku brytyjskiej grupy Jethro Tull, wydany w roku 1976. Płyta jest uznawana za album koncepcyjny.

## Historia
Pierwotną ideą przy nagrywaniu albumu było stworzenie rockowego musicalu, podobnego do komponowanych w latach ’70 XX wieku albumów The Kinks (takich jak „Preservation Act 1”, „Preservation Act 2” czy „Schoolboys in Disgrace”). Scenariusz opowiada o starzejącej się byłej gwieździe rocka, Rayu Lomasie, który wygrywa duże pieniądze w teleturnieju. Szybko zauważa, że społeczeństwo zmieniło się w takim stopniu, że nie ma już ludzi jemu podobnych i że nie potrafi cieszyć się wygraną w takim stopniu, jak mógł to czynić w latach '50. Decyduje się popełnić samobójstwo poprzez spowodowanie wypadku motocyklowego, który jednak nie kończy się śmiercią, lecz muzyk trafia w stanie śpiączki do szpitala, gdzie spędza bliżej nieokreślony czas.
Gdy się budzi, odkrywa, że społeczeństwo znów się zmieniło i że jego styl ubierania oraz muzyka są znowu popularne. Co więcej, zaawansowana medycyna, którą był leczony w szpitalu, sprawia, iż staje się on dwadzieścia lat młodszy. Staje się odkryciem nastolatków, którzy starają się ubierać i zachowywać jak on.
Musical nie doczekał się realizacji, a jego historia jest opowiedziana głównie poprzez komiks dołączony do albumu. Teksty utworów nie do końca pokrywają się ze scenariuszem, w pewnych miejscach pozostawiając niedopowiedzenia, a w innych zmieniając fabułę.
Frontman zespołu Ian Anderson zawsze powtarzał, że album nie był zamierzony jako opowieść autobiograficzna o nim jako starzejącym się autorze tekstu, jako że w czasie komponowania był młodym człowiekiem. Twierdzi on, że głównym zamierzeniem albumu było przedstawienie, jak popularność tworzonego przez niego stylu muzycznego może się zmieniać z modą, jednak podkreśla, że jeśli będzie dalej robił swoje, wszystko wróci do normalności, a muzyka rockowa znów będzie popularna.
Jest to pierwszy album studyjny Jethro Tull z nowym basistą i wokalistą wspierającym, Johnem Glascockiem, który zastąpił Jeffreya Hammonda.
W 2002 roku ukazała się zremasterowana wersja albumu, poszerzona o dwa utwory, które nie znalazły się w pierwotnej wersji albumu, „Small Cigar” oraz „Strip Cartoon”.

## Lista utworów
Wszystkie utwory zostały skomponowane i napisane przez Iana Andersona.
Strona A
| 1. | „Quizz Kid”                          | 5:09  |
|    |                                      |       |
| 2. | „Crazed Institution”                 | 4:48  |
|    |                                      |       |
| 3. | „Salamander”                         | 2:51  |
|    |                                      |       |
| 4. | „Taxi Grab”                          | 3:54  |
|    |                                      |       |
| 5. | „From a Dead Beat to an Old Greaser” | 4:09  |
|    |                                      |       |
|    |                                      | 20:51 |
|    |                                      |       |
Strona B
| 1. | „Bad-Eyed 'n' Loveless                       | 2:12  |
|    |                                              |       |
| 2. | „Big Dipper”                                 | 3:35  |
|    |                                              |       |
| 3. | „Too Old to Rock ’n’ Roll, Too Young to Die” | 5:44  |
|    |                                              |       |
| 4. | „Pied Piper”                                 | 4:32  |
|    |                                              |       |
| 5. | „The Chequered Flag (Dead or Alive)”         | 5:32  |
|    |                                              |       |
|    |                                              | 21:35 |
|    |                                              |       |
Utwory bonusowe (CD)
| 1. | „A Small Cigar” | 3:39  |
|    |                 |       |
| 2. | „Strip Cartoon” | 3:19  |
|    |                 |       |
|    |                 | 06:58 |
|    |                 |       |

## Muzycy
- Ian Anderson: gitara akustyczna, flet poprzeczny, harmonijka ustna, wokal, kilkukrotnie gitara elektryczna i perkusja
- Martin Barre: gitara elektryczna
- John Evan: instrumenty klawiszowe
- Barriemore Barlow: perkusja
- John Glascock: gitara basowa, wokal
- David Palmer: aranżacje orkiestrowe

Gościnnie:
- David Palmer: utwory 5 oraz 11
- Maddy Prior: wokal wspierający w utworze 8
- Angela Allen: wokal wspierający w utworach 2 oraz 7